# Etiopia na Letnich Igrzyskach Olimpijskich Młodzieży 2010
Etiopię na Letnich Igrzyskach Olimpijskich Młodzieży w Singapurze w 2010 reprezentowało 7 sportowców w 2 dyscyplinach.

## Skład kadry

### Lekkoatletyka
- Tizita Ashame - bieg na 1000 m -  złoty medal
- Habtamu Fayisa - bieg na 2000 m - przez płotki  srebrny medal
- Mohammed Geleto - bieg na 1000 m -  złoty medal
- Fekru Jebesa - bieg na 3000 m -  srebrny medal
- Tsehynesh Tsenga - bieg na 2000 m przez płotki -  srebrny medal

### Pływanie
- Yanet Gebremedhin
- Robel Habte